# Denis Dolecsko
Denis Dolecsko (ur. 5 grudnia 1903, zm. ?) – rumuński szermierz. Uczestnik Igrzysk Olimpijskich w 1928 w Amsterdamie i Igrzysk Olimpijskich w 1936 w Berlinie. Jedyny olimpijczyk z Rumunii, który uczestniczył w obu igrzyskach.
W Amsterdamie Dolesko wystąpił w konkursie szabli, w którym odpadł w drugiej rundzie. W Berlinie oprócz konkursu indywidualnego w szabli, w którym również poległ w drugiej rundzie, uczestniczył jeszcze w konkursach drużynowych w których Rumunii odpadali w pierwszej rundzie.